# Оґрашка
Оґрашка (пол. Ograszka) — село в Польщі, у гміні Черніково Торунського повіту Куявсько-Поморського воєводства.